# Maia Estianty
Maia Estianty (Surabaya, 27 de enero de 1976), conocida también como Maia Ahmad, durante su matrimonio con el líder del grupo musical Dewa 19, Ahmad Dhani. Es una actriz, cantante, bailarina, compositora y productor musical indonesia.
Estianty nació en Surabaya, Java Oriental, tomó interés por la música a una edad temprana, participó en concursos de canto acompañada por bandas musicales como vocalista, aun cuando estaba cursaba la escuela primaria. Ella comenzó a iniciarse en la música como disc-jockey, mientras que todavía en la escuela secundaria, fue en su época que conoció a Dhani. Después de estudiar en la Universidad de Indonesia, Estianty unió a Dewa 19 como vocalista. En 1999, ella y Dhani se le ocurrió la idea para formar el dúo Ratu. Estianty también produce música para otros artistas. Ratu fue un dúo musical exitoso, gracias a su voz y su talento. Después de la disolución del dúo en 2007, ambos artistas se divorciaron en septiembre de 2008, Estianty formado otro dúo junto a Mey Chan. Actualmente ella se encuentra bajo registro de su propio sello discográfico llamado Le Moesik.